# Bettola
Bettola är en ort och kommun i provinsen Piacenza i regionen Emilia-Romagna i Italien. Kommunen hade 2 723 invånare (2018).